# 纳谷悟朗
纳谷悟朗（日语：納谷悟朗，1929年11月7日—2013年3月5日），日本知名配音演员、演员、导演，生前供职于日本Theatre Echo株式会社，曾为大量动画片、电视剧、电影作品配音，在动画片《鲁邦三世》中为钱形幸一警官的配音为其经典之作，并参与大量美国电影日本版的制作，为美国演员约翰·韦恩、克拉克·盖博、查尔顿·赫斯顿等配音。
纳谷悟朗1929年生于日本北海道函馆市，2013年3月5日因慢性呼吸衰竭于千叶市家中逝世。他的妻子納谷捷子（日语：なや かちこ）、弟弟纳谷六朗同是日本配音演员。

## 主要配音作品
- 动画片《鲁邦三世》电视版系列，第一部《鲁邦三世 (TV第1期)》等，钱形幸一警官；
- 剧场版《鲁邦三世》系列，《鲁邦三世卡里奥斯特罗之城》等，钱形幸一警官；
- 动画片《宇宙战舰大和号》系列，冲田十三；
- 《假面骑士》，修卡首领
- 电影《星际旅行III：石破天惊》；
- 《银河英雄传说》梅尔卡兹等人。

### 電視動畫
1963年
- 原子小金剛第一作（海拉克雷斯、雷蒙市長、柏克斯、波姆博士、憲兵隊長、海珊）

1966年
- 森林大帝 前進吧雷歐！（普拉斯）

1968年
- 巨人之星（日高社長）

1969年
- 多羅羅（醍醐景光）

1980年
- 原子小金剛第二作（多普洛夫博士）

1999年
- 危險調查員（趙老人）

2001年
- 航海王（可樂克斯）

2004年
- 偵探學園Q（哈迪斯王）

### 劇場版動畫
1984年
- 風之谷（猷巴）

1987年
- 紫式部 源氏物語（高僧）
- 王立宇宙軍～歐尼亞米斯之翼～（貴族A）

### 遊戲
2010年
- 異度神劍（歐達瑪）